# مايكروسوفت أوفيس 95
Microsoft Office 95 عبارة عن مجموعة من التطبيقات المكتبية التي تم تطويرها بواسطة الشركة الأمريكية مايكروسوفت وتسويقها في أغسطس 1995 . تم تطويرها خصيصًا لنظام التشغيل ويندوز 95 . وهي تلت في مجموعة مايكروسوفت أوفيس 4.3 وتم استبدالها بمجموعة مايكروسوفت أوفيس 97 .

## مكوناته
يتضمن Office 95 ستة تطبيقات :
- معالج نصوص ( وورد )
- جدول بيانات ( إكسيل )
- برنامج عرض تقديمي ( باوربوينت )
- برمجيات قواعد البيانات ( أكسس )
- برنامج إدارة الوقت ( Schedule + )
- نظام الإيداع ( Binder )

كما تضمن إصدار القرص المضغوط، في نسخته الأمريكية، مايكروسوفت بووكشيلف، مجموعة من القواميس والموسوعات .
كما يوحي اسمه، تم تطوير هذا الإصدار خصيصًا لنظام التشغيل ويندوز 95 . نجح هذا الإصدار من المجموعة في استبدال الإصدار 4.2 لنظام التشغيل ويندوز نت ، والذي يدعم عدة أبنية ( 16 بت و32 بت ). يحتوي أوفيس 95 على رقم الإصدار 7.0 ، وهو رقم إصدار وورد . تحمل جميع تطبيقات حزمة المكتب مايكروسوفت أوفيس 95 الأخرى رقم هذا الإصدار، مما يدل على أنها معاصرة في المستقبل، وهو ما لم يكن كذلك مع الإصدارات السابقة.
تدعم جميع تطبيقات أوفيس 95 تقنية OLE 2 ، مما يوفر إمكانية التشغيل المتداخل بين التطبيقات الموجودة في المجموعة، وكذلك مع البرامج التي تدعم هذه التكنولوجيا. هذا هو حالة مايكروسوفت بايندر بشكل خاص باستخدام هذا البروتوكول لجمع كائنات OLE معاً.

## مكونات تكميلية
لا يتم تضمين العديد من الوظائف الإضافية في مجموعة أوفيس 95 ، لكن لها التصنيف «متوافق مع أوفيس 95»:
- مايكروسوفت بروجكت لنظام التشغيل Windows 95 (الإصدار 4.1a)
- مايكروسوفت بابليشور لنظام التشغيل Windows 95 (الإصدار 3.0)
- مايكروسوفت فرونت بيج 1.1
- أوفيس سمال بويزنس باك لـ أوفيس 95

## الإصدارات
يأتي مجموعة أوفيس 95 في نسختين: إصدار قياسي و إصدار احترافي . يكمن الاختلاف في نقص برنامج أكسس وبووكسيلف في الإصدار القياسي.

## تحديثات
لم يكن هناك حزمة خدمة تم لـأوفيس 95 ، ولكن تم إصدار نسختين، 7.0a و 7.0b ، لإصلاح الأخطاء المختلفة. تم تطوير تحديث قابل للتنزيل في عام 1999 لتصحيح مختلف الأخطاء الطفيفة المتعلقة بمرور عام 2000.

## النظام المطلوب
تتطلب مجموعة أوفيس 95 كمبيوترًا يحتوي على معالج 386 DX أو أعلى. يتم تشغيله إما على النظام الأساسي ويندوز 95 ويندوز نت 4.0 أو NT 3.51. يتطلب الإصدار تشغيل 8 ميغابايت من ذاكرة الوصول العشوائي وتبلغ مساحة القرص المطلوبة 28 ميجابايت للتثبيت المضغوط و 55 ميجابايت للتثبيت النموذجي و 88 ميجابايت للتثبيت الكامل .

## روابط خارجية
- موقع مايكروسوفت أوفيس